# Elie Spivak
Elie Spivak (* 2. Februar 1902 in Uman, Russisches Kaiserreich; † 23. Juli 1960 in Toronto/Ontario) war ein kanadischer Geiger und Musikpädagoge ukrainischer Herkunft.

## Leben
Spivak studierte von 1910 bis 1915 am Pariser Konservatorium bei Henri Berthelier und 1916 am Royal College of Manchester bei Adolph Brodsky. 1923 gründete er das Elie Spivak String Quartet mit dem er u. a. bei der BBC auftrat. Nach einem Aufenthalt in New York ging er 1925 nach Toronto. Dort unterrichtete er am Royal Conservatory of Music, spielte von 1929 bis 1942 die Erste Violine im Conservatory String Quartet und war von 1931 bis 1948 Konzertmeister des Toronto Symphony Orchestra.
1945 spielte er mit dem Boston Pops Orchestra die nordamerikanische Erstaufführung von Aram Chatschaturjans Violinkonzert. Als Gast des Jerusalem String Quartet tourte er 1950 fünf Monate durch Israel. Von 1951 bis 1956 leitete er das Spivak String Quartet. Neben seiner Tätigkeit am Royal Conservatory unterrichtete er auch an der University Settlement Music School. Zu seinen Schülern zählen Doreen Hall, Julian Kolkowski, John Montague, Pearl Palmason, Walter Prystawski, Stanley Solomon, Steven Staryk und David Zafer.

## Quelle
- Elie Spivak. In:  Encyclopedia of Music in Canada. herausgegeben von The Canadian Encyclopedia (englisch, französisch).

| Personendaten    | Personendaten                        |
| ---------------- | ------------------------------------ |
| NAME             | Spivak, Elie                         |
| KURZBESCHREIBUNG | kanadischer Geiger und Musikpädagoge |
| GEBURTSDATUM     | 2. Februar 1902                      |
| GEBURTSORT       | Uman                                 |
| STERBEDATUM      | 23. Juli 1960                        |
| STERBEORT        | Toronto                              |